# Polizia nazionale dell'Uruguay
La Polizia nazionale dell'Uruguay (in spagnolo Policía Nacional de Uruguay) è la forza di polizia nazionale dell'Uruguay istituita il 18 dicembre 1829. La Polizia nazionale è dipendente dal potere esecutivo attraverso il Ministero dell'interno dell'Uruguay.

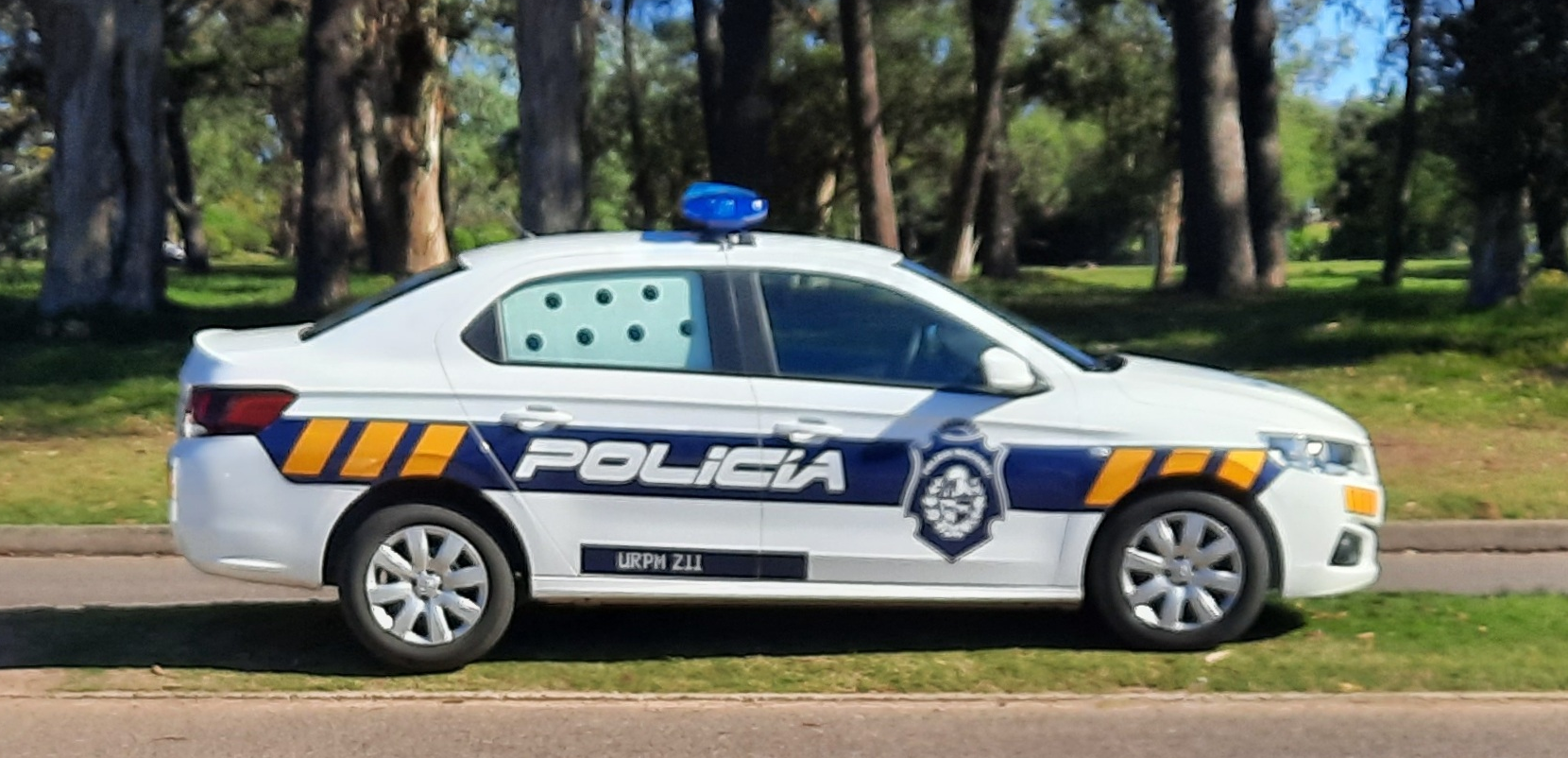
Veicolo della polizia.

## Armamento
Alcune delle armi usate dalla Polizia Nazionale dell'Uruguay:
- AK-103 (Guardia Republicana)
- Carabina M4 (Guardia Republicana)
- MSG-90
- IMBEL AGLC
- Fucile Remington 870
- Pistola Glock 17
- Pistola Glock 19
- Pistola FN Browning GP-35
- Revólver Smith & Wesson cal. 38
- MP-5
- PP-19-02 Vityaz SN (Guardia Republicana)